# Elsighorn

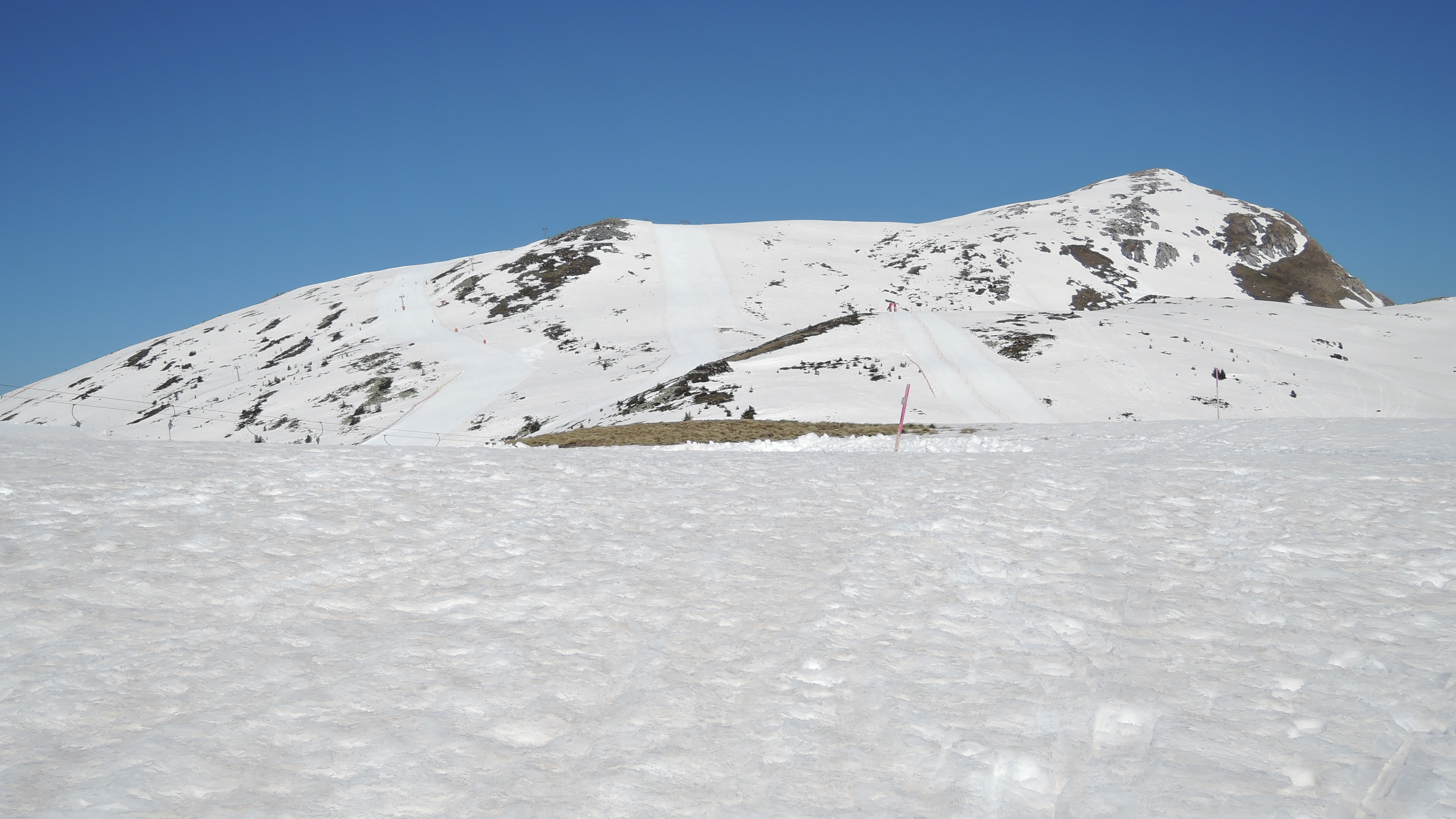
Elsighorn im Winter

Das Elsighorn (auch Elsighore) ist ein 2340 m ü. M. hoher Berg in den Berner Voralpen in der Schweiz.
Das Elsighorn liegt zwischen dem Engstligental im Westen und dem Kandertal im Osten. Der Gipfel liegt in der Gemeinde Frutigen, die östliche Seite in Kandergrund.